# 蒲田忠武
蒲田 忠武（かまた ただたけ）は、室町時代の武将。江戸蒲田氏の初代当主。父は江戸正長で、子に道秀、妙清、道景がいる。四郎入道道儀とも。

## 概要
江戸氏12代当主の江戸長門の次男・江戸正長（蔵人入道希全）の子で、南北朝時代に江戸氏の領地の一部である蒲田郷を相続して蒲田氏を興した。江戸長門の三男・江戸重道も蒲田入道を称している。
太平記によると、延文3年/正平13年（1358年）に江戸長門が鎌倉をめざして挙兵した新田義興の迎撃を命じられると、蒲田忠武も首謀者のひとりとして参加し、矢口渡（現・東京都大田区矢口）で義興を謀殺したとされる。
至徳元年（1384年）には、江戸長門が得た恩賞地の内の稲毛庄渋口郷が岩松直国へ与えられたが、江戸正長、蒲田忠武らが渋口郷の引き渡しを妨害した。そして、大慈恩寺領の大杜郷、永富郷を蒲田家の由緒ある土地であるとして押領し、足利満兼から狼藉をやめるよう命じられている。このことから忠武が稲毛方面へも進出したことがわかる。
「平賀本土寺過去帳」には蒲田氏一族が記載されており、忠武（道儀）の項には「応永十七年三月廿二日没、道儀、蒲田殿」と記されている。大田区蒲田二丁目の日蓮宗妙典寺は、忠武によって、平賀本土寺六世日蝕を迎えて開創された。